# عبید کرومی
عبید کرومی (به انگلیسی: Abeid Karume); (زاده ۴ اوت ۱۹۰۵ – درگذشته ۷ آوریل ۱۹۷۲) سیاست‌مدار اهل تانزانیا بود. وی از ۱۹۶۴ تا ۱۹۷۲ اولین رئیس‌جمهور زنگبار بود.
کرومی از حزب آفرو-شیرازی بود.